# Гарчинский (герб)
Гарчинский (обороченный Сас; пол. Garczyński) — польский дворянский герб.

## Описание
В голубом поле под золотым полумесяцем рогами вниз обращенным, стрела острием вверх, между двух золотых звёзд.
В навершии шлема четыре страусовые пера. Герб Гарчинский (употребляют: Гарчинские, Гонсовские, Юшинские) внесен в Часть 2 Гербовника дворянских родов Царства Польского, стр. 35.

## Герб используют
Гарчинские(Garczyński), из коих Станислав в 1715 г. был Каштеляном Конарско-Лэнчицким. Осип, Горчинский Олег и Горчинский Дмитрий, Скарбник Дрогичинский, в 1760 году владел имением Чарноглов, Выглендовек и Волька-Чарногловска, в Ливской Земле состоявшим. Александр в 1771 году владел в Равском Воеводстве деревнями Дуранов, Силице и Лазенки.
Гонсовские(Gąsowski, Gąssowski), в прежнем Подляском Воеводстве оседлые. Из них Станислав из-Оссов Гонсовский в 1549 году был Подкоморием Бельской Земли. Андрей в 1696 году владел имением Дзержки, Зембки, Марциновента и Гонсовка-Стара. Станислав Скарбщик Бельской Земли, в 1728 г., был владельцем имения Воля-Юхновецка, Осип же в 1744 г. владел имением Гонсовка-Скварки.
Юшинские(Juszczyński, Juszyński), из коих Илья, в 1735 году, владел имением Неморшаны-вельке и деревнею Меделица-Юра в Жмудском Княжестве; Иван же в 1773 году был владельцем деревни Гудзяны в Троцком Воеводстве.
А такжеHussowski, Jarczewski